# NGC 4519
NGC 4519 é uma galáxia espiral barrada (SBcd) localizada na direcção da constelação de Virgo. Possui uma declinação de +08° 39' 18" e uma ascensão recta de 12 horas, 33 minutos e 30,2 segundos.
A galáxia NGC 4519 foi descoberta em 15 de Abril de 1784 por William Herschel.